# Kill the Lights (bài hát của Britney Spears)
"Kill the Lights" là ca khúc do ca sĩ nhạc pop người Mỹ Britney Spears từ album phòng thu thứ sáu, Circus. Do Danja sản xuất, lời ca khúc nói về paparazzi, giới truyền thông và hệ quả của sự nổi tiếng.

## Bảng xếp hạng
Vào ngày 20 tháng 12 năm 2008, "Kill the Lights" có mặt trên nhiều bảng xếp hạng Billboard nhờ vào lượng tải nhạc sô, trong khi Circus đứng đầu Billboard 200. Tháng 4, 2010, "Kill the Lights" đã bán xấp xỉ 408.000 bản download tại Hoa Kỳ.
| Bảng xếp hạng (2008)                          | Vị trí cao nhất |
| --------------------------------------------- | --------------- |
| Hot Canadian Digital Singles                  | 69              |
| U.S. Billboard Bubbling Under Hot 100 Singles | 11              |
| U.S. Billboard Pop 100                        | 69              |